# Vigrestad
Vigrestad is een plaats in de Noorse gemeente Hå, provincie Rogaland. Vigrestad telt 1794 inwoners (2007) en heeft een oppervlakte van 1,27 km².